# Мутон, Жорж
Не следует путать с генералом Мутоном-Дюверне.
Жорж Мутон, граф Лобау (фр. Georges Mouton; 1770—1838) — французский военный деятель, маршал Франции (1831 год), граф (1809 год),  пэр (1815 год), участник революционных и наполеоновских войн. Имя генерала выбито на Триумфальной арке в Париже.

## Биография
Жорж Мутон родился 21 февраля 1770 года в Пфальцбурге. В 1792 году поступил волонтером в армию и сначала сражался на Рейнском театре войны, а затем в Италии, где был адъютантом Жубера, убитого рядом с ним при Нови. Находясь в составе запертой в Генуе армии Массена, Мутон участвовал в вылазках и был тяжело ранен.
Вернувшись во Францию, Мутон 1 февраля 1805 года был произведён в бригадные генералы, состоял одно время адъютантом Наполеона и принял участие во всех войнах Империи. В кампании 1806—1807 годов Мутон отличился при Иене и Фридланде и 5 октября 1807 года был произведён в дивизионные генералы.

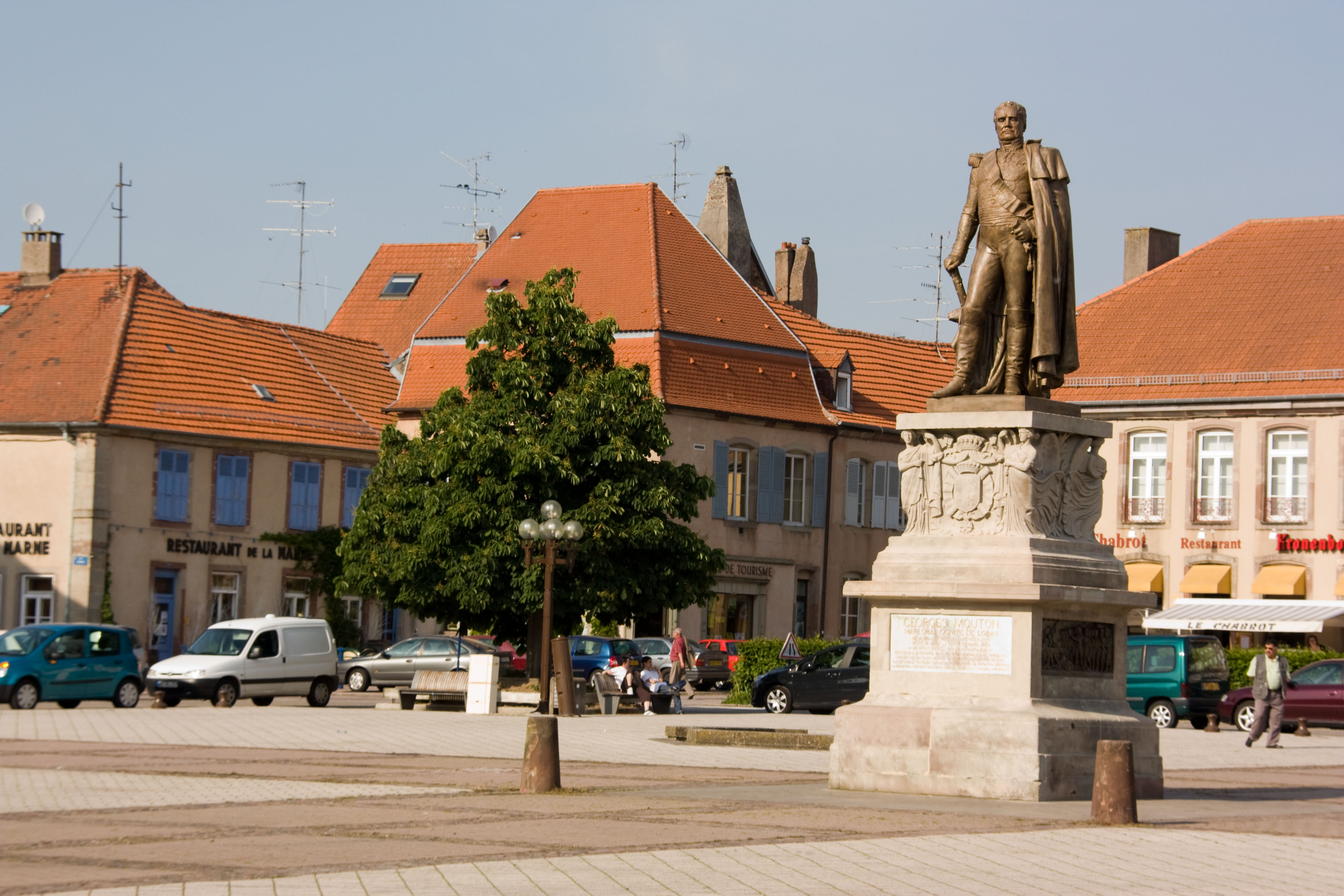
Памятник Мутону в родном городе

В 1808 году в Испании Мутон штыковой атакой взял Медину и Бургос; в Австрии 1809 году решил участь битвы при Эсслинге и получил за это титул графа Лобау. Также он отличился в сражении при Ваграме.
В походе 1812 года в Россию Мутон находился в свите Наполеона и был среди деятельных участников Бородинского сражения.
В кампании 1813 года Мутон командовал корпусом и вместе с маршалом Сен-Сиром был осаждён в Дрездене и после Лейпцигской битвы вынужден был капитулировать.
В эпоху Ста дней Мутон принял деятельное участие в военных действиях и в битве при Ватерлоо командовал 6-м корпусом французской армии, защищая ставку Наполеона был взят в плен англичанами.
Вернувшись во Францию в 1818 году, Мутон в 1826 году был выбран в палату депутатов, 26 декабря 1830 года назначен командовать национальной гвардией. Находясь на этой должности, Мутон командовал подавлением Июньского восстания 1832 года. В 1831 году получил звание маршала, а в 1833 году был назначен пэром.
Скончался в Париже 27 ноября 1838 года. Имя Мутона впоследствии было выбито на Триумфальной арке в Париже. Кроме того, в его честь названы улицы Лобау в Нанси и Париже, а в родном городе Мутона, Пфальцбурге, установлен памятник.

## Воинские звания
- Солдат (1 августа 1792 года);
- Лейтенант (16 августа 1792 года);
- Капитан (5 ноября 1792 года);
- Командир батальона (30 октября 1797 года);
- Полковник (14 июля 1799 года);
- Бригадный генерал (1 февраля 1805 года);
- Дивизионный генерал (5 октября 1807 года);
- Маршал (30 июля 1831 года).

## Титулы

Герб графа

- Граф Мутон и Империи (фр. comte Mouton et de l'Empire; декрет от 19 марта 1808 года, патент подтверждён 28 мая 1809 в Эберсдорфе);
- Граф Лобау и Империи (фр. comte Lobau et de l'Empire, патент подтверждён 19 сентября 1810 года в Сен-Клу)[1][2];
- Пэр Франции (фр. pair de France; 2 июня 1815 года и 27 июня 1833 года).

## Награды
Легионер ордена Почётного легиона (11 декабря 1803 года)
 Офицер ордена Почётного легиона (14 июня 1804 года)
 Коммандан ордена Почётного легиона (30 мая 1807 года)
 Командор вюртембергского ордена «За военные заслуги» (1807 год)
 Командор ордена Железной короны (23 декабря 1807 года)
 Кавалер баварского ордена Святого Губерта (23 октября 1809 года)
 Великий офицер ордена Почётного легиона (30 июня 1811 года)
 Большой крест ордена Воссоединения (3 апреля 1813 года)
 Кавалер военного ордена Святого Людовика (8 июля 1814 года)
 Большой крест ордена Почётного легиона (19 августа 1830 года)